# Bayraktar Akıncı

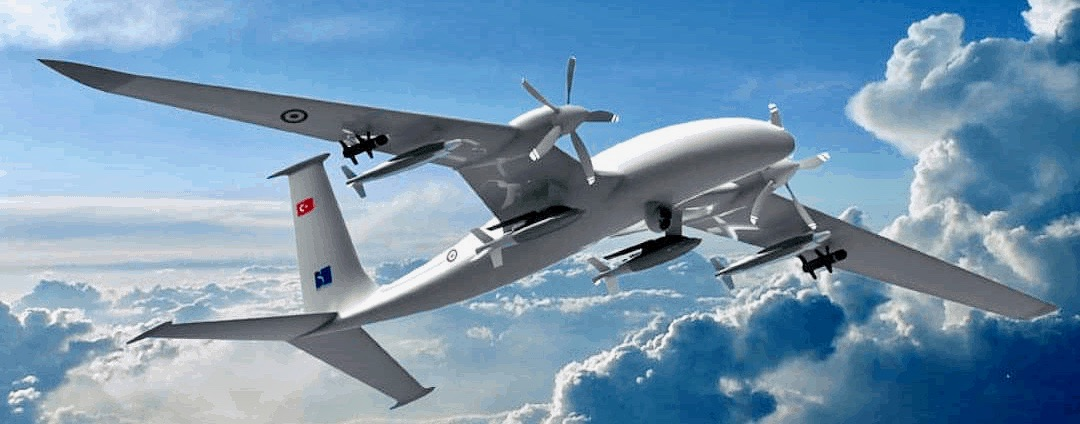
Bayraktar Akıncı

Bayraktar Akıncı [bajraktar akɯnd͡ʒɯ] (türkisch für „Sturmreiter“) ist eine Aufklärungs- und Kampfdrohne der Klasse High Altitude Long Endurance (HALE). Die Drohne wird vom türkischen Hersteller Baykar Technology entwickelt.

## Entwicklung
Erste Bilder der Drohne wurden im Juni 2018 veröffentlicht. Die Medien beschrieben Akıncı als eine 4,5 Tonnen schwere Drohne, welche in der Lage ist, 1,5 Tonnen Zuladung aufzunehmen.
Mit dem Ende der Designphase im Juni 2019 gab es den ersten Triebwerkstest im August 2019 mit den ukrainischen Turbo-Prop-Triebwerken vom Typ Iwtschenko Progress AI-450C. Die Triebwerkstests wurden am 1. September beendet. Der 16-minütige Jungfernflug der Drohne, der eine autonome Landung und Start beinhaltete, fand am 6. Dezember 2019 statt.
Bei ihrem ersten Einsatz traf sie, mit national entwickelter Smart-Munitionen MAM-C, MAM-L und MAM-T im ersten Schussversuch am 22. April 2021 erfolgreich ihre Ziele. Vom 6. bis 7. Juli 2021 absolvierte das Luftfahrzeug einen 25 Stunden und 45 Minuten langen Testflug, wobei es 7507 km weit flog, und eine Höhe von 38.039 feet (11.594 Meter) erreichte.
Die ersten drei Einheiten wurden am 29. August 2021 bei den türkischen Streitkräften in Dienst gestellt.
Im März 2022 erklärte der Hersteller, dass man Exportverträge mit den Ländern Kirgisistan und Pakistan abgeschlossen habe. Baykar hat zudem das Nachfolgemodell Bayraktar Akıncı B mit einer Motorenleistung von insgesamt 1500 PS erfolgreich getestet und kündigte bereits den Nachfolger Bayraktar Akıncı C mit einer Motorenleistung von insgesamt 1900 PS an.
Am 14. Juni 2022 wurde ein Test mit einer Bombe vom Typ KGK-SIHA-82 durchgeführt. Der Test war erfolgreich.
Im Juli 2022 wurde erfolgreich ein Test mit einer laser-gelenkten Luft-Boden-Rakete vom Typ LGK-82 durchgeführt.
Im März 2023 hat die Bayraktar Akıncı das erste Mal eine Überschall-Rakete vom Typ iHA-230 abgefeuert. Die Rakete hat eine Reichweite von 140 km. Der Test war erfolgreich.
Im April 2023 wurde bekannt, dass die Pakistanischen Luftstreitkräfte Zielerfassungssysteme vom Typ Argos-II FLIR nutzen werden. Außerdem wird das AESA Radar vom Typ PrecISR Airborne Multi-Mission ISR verwendet. Beide Systeme werden von der deutschen Firma Hensoldt entwickelt und hergestellt.
Im Juni 2023 hat die Bayraktar Akıncı einen Test mit einer lasergelenkten Bombe vom Typ HGK-82 durchgeführt. Das Testziel wurde erfolgreich getroffen.
Im August 2022 wurde bekannt gegeben, dass die türkische Firma Baykar Technologies konkrete Pläne zum Bau einer Drohnenfabrik in der Ukraine hat. Die Bauarbeiten für die Fabrik begannen im Juli 2023. Laut dem ukrainischen Minister für strategische Industrie, Oleksandr Kamyschin, wird die Fabrik darauf ausgelegt sein, große Kampfdrohnen zu produzieren. Es werden dort zukünftig Drohnen vom Typ Bayraktar Akıncı und Bayraktar TB2 produziert.
Im Februar 2024 absolvierte die Bayraktar Akıncı C-Version, die über zwei 850 PS Triebwerke verfügt, ihren Erstflug.
Im April 2024 erreichte die Akıncı Drohne 50.000 Flugstunden.
Im Mai 2024 wurde mit Smart Micro Munition vom Typ MAM-T erfolgreich ein maritimes bewegliches Ziel von einer Bayraktar Akıncı getroffen.
Im März 2025 erreichte die Akıncı Drohne 100.000 Flugstunden.

## Einsatz

### Türkische Militäroperationen

#### Operation Claw-Lock (Nordirak)
Bei der von der Türkei gestarteten Operation Claw-Lock wurde die Baykar Bayraktar Akıncı zum ersten Mal in einem echten Kampfeinsatz eingesetzt. Zusammen mit der Bayraktar TB2 wurden Ziele der PKK bzw. der KCK im Nordirak bekämpft.

#### Operation Klauenschwert (Nordsyrien)
Im November 2022 startete die Türkei eine Serie von Drohnenangriffen gegen Positionen der Demokratische Kräfte Syriens, der Syrischen Armee und gegen die PKK. Die Operation Klauenschwert (Operation Claw-Sword) wurde als Reaktion auf den Bombenanschlag in Istanbul am 13. November 2022 durchgeführt, den die Türkische Regierung kurdischen Separatisten zuschreibt. Die Drohnenangriffe richteten sich hauptsächlich gegen die Öl- und Gasinfrastruktur in der Region Jazira im Norden Syriens. Bei den Luftoperationen kamen sowohl Kampfdrohnen vom Typ Bayraktar TB2 als auch Drohnen vom Typ Bayraktar Akıncı zum Einsatz.

### Erdbeben in der Türkei und Syrien 2023
Neun unbemannte Luftfahrzeuge des Typs Bayraktar Akıncı (UCVs) sind mehrere tausend Stunden über dem Gebiet des Erdbeben in der Türkei und Syrien 2023 geflogen.
Die Drohnen waren maßgeblich an der Bereitstellung kontinuierlicher Updates und Daten für das Krisenreaktionsteam zur Schadenserkennung, Such- und Rettungsunterstützung und Koordinierungsaktivitäten beteiligt, wofür sie zusätzlich mit speziellen Kameras ausgestattet waren. Die Akıncıs waren zusammen mit Drohnen des Typs Bayraktar TB2 im Einsatz.

### Libyen
Im Mai 2023 teilte der libysche Premierminister Abdul Hamid Dbeiba Aufnahmen einer Operation zur Bekämpfung des Schmuggels unter Verwendung von Bayraktar-Akıncı-Drohnen. Ende Juni 2023 wurden Akıncı-Drohnen bei einem gezielten Angriff auf den von der Gruppe Wagner betriebenen Stützpunkt „Al Khadim“ eingesetzt. Die genaue Anzahl der beteiligten Drohnen wurde nicht bekannt gegeben.
Am 28. Januar 2025 brachten Einheiten der Streitkräfte Libyens im Nordwesten des Landes eine bewaffnete Bayraktar-Akıncı-Drohne zum Absturz, die mit MAM-L Lenkwaffen ausgerüstet war.

### Iran
Nach dem Hubschrauberabsturz bei Varzaqan 2024 stellte das türkische Verteidigungsministerium eine Bayraktar Akıncı zur Verfügung, mit deren Hilfe nach Angaben der türkischen Nachrichtenagentur Anadolu die Absturzstelle identifiziert werden konnte. Die Drohne startete unbewaffnet vom türkischen Luftwaffenstützpunkt Batman Air Base und erreichte gegen 23:30 Uhr MEZ den iranischen Luftraum. Gegen 02:30 Uhr MEZ identifizierte die Bayraktar Akinci das Wrack des Hubschraubers vom Typ Bell 212, bei dem der iranische Präsident Ebrahim Raisi und der Außenminister Hossein Amir-Abdollahian getötet wurden. Nach Abschluss der Mission kehrte die Drohne nach sieben Stunden Flug gegen 06:45 Uhr MEZ in den türkischen Luftraum zurück und zeichnete anschließend eine halbmond– und sternförmige Route über den Vansee. Laut Flightradar24 verfolgten weltweit 2,8 Millionen Menschen die Suchaktion über die Webseite.

## Spezifikation
Mit ihrem Rumpf- und Flügeldesign ist die Bayraktar Akinci-Plattform eine strategische Plattform, die verschiedene Nutzlasten und Ladungen tragen kann. Die Drohne ist mit einer doppelten Avionik mit künstlicher Intelligenz ausgestattet, die Signalverarbeitung, Sensorfusion und Situationsbewusstsein in Echtzeit unterstützt. Sie verfügt darüber hinaus über elektronische Unterstützungssysteme, Dual-Satelliten-Kommunikationssysteme, Luft-Luft-Radar, Kollisionsvermeidungsradar und synthetisches Blendenradar. Die Drohne ist in der Lage einzelne Operationen durchzuführen, die auch Kampfjets durchführen und kann in Luft-Boden- und Luft-Luft-Angriffsmissionen eingesetzt werden.

## Technische Daten
- Nutzlast: 1500 kg
- Länge: 12,2 m
- Spannweite: 20 m
- Höhe: 4,1 m
- maximale Startmasse: 6000 kg[23]
- Triebwerke: 2× Turboprop-Triebwerk Iwtschenko-Progress Motor Sitsch AI-450T, je 560 kW (750 PS)
- Propeller: 5-blättriger Verbundpropeller mit konstanter Drehzahl
- Flugdauer: 25 h
- Dienstgipfelhöhe: 13.716 m (45.000 ft)
- Höchstgeschwindigkeit: 361 km/h[24]
- Reisegeschwindigkeit: 280 km/h
- Einsatzreichweite: 10.000 km[3][25][26]

## Bewaffnung
An 6 festen Aufhängepunkten kann die Bayraktar Akıncı folgende Waffen mitgeführt werden:
- UMTAS ASM
- L-UMTAS ASM
- Gökdoğan AAM
- Bozdoğan AAM
- Gökhan AAM
- Kemankeş
- Çakır (Marschflugkörper)
- SOM (Marschflugkörper)
- CIRIT lasergelenkte 70-mm-Rakete[27]
- TRG-230-iHA[28]
- iHA-122
- iHA-230
- Tolun
- Tolun-IIR
- Kuzgun-SS
- TUBITAK-SAGE Bozok lasergelenkte Rakete[29]
- TUBITAK-SAGE Togan-Luft-Boden-Waffe / 81-mm-Mörsergranate[30]
- TUBITAK-SAGE Kuzgun Modular Joint Ammunition[31]
- MAM-L
- MAM-C
- MAM-T
- Teber-81[32]
- Teber-82
- Mk-83
- JDAM
- Laçin
- Elçin
- Gözde
- Gökçe
- HGK
- KGK
- LGK
- LHGK

Avionik
- National AESA-Radar
- Aselsan Common Aperture Targeting System
- Electronic Warfare Pod
- SATCOM

## Nutzerstaaten

### Aktuelle Nutzerstaaten
Aserbaidschan
- Aserbaidschanische Luftwaffe

 Äthiopien
- Äthiopische Luftstreitkräfte

 Burkina Faso
- Luftstreitkräfte Burkina Fasos (Force Aérienne de Burkina Faso)

 Kirgisistan
- Kirgisische Luftstreitkräfte

 Libyen
- Streitkräfte Libyens

 Mali
- Forces armées maliennes

 Marokko
- Königlich Marokkanische Luftwaffe

 Pakistan
- Pakistanische Luftstreitkräfte – Insgesamt wurden 7 Drohnen vom Typ Bayraktar Akıncı bestellt. Die erste Drohne wurde Ende März/Anfang April 2023 an die Pakistanischen Luftstreitkräfte ausgeliefert.

 Türkei
Luftwaffe: 8
Heer: 6
Nachrichtendienst: 1
 Vereinigte Arabische Emirate
- Streitkräfte der Vereinigten Arabischen Emirate

### Zukünftige Nutzerstaaten
Indonesien
- Indonesische Luftstreitkräfte – Insgesamt wurden 9 Drohnen vom Typ Bayraktar Akıncı bestellt.

 Saudi-Arabien
- Saudische Luftstreitkräfte – Im Juli 2023 schloss Saudi-Arabien einen Vertrag zum Kauf von türkischen Bayraktar Akıncı-Drohnen ab. Der Vertrag hat einen Wert über ca. 3 Milliarden U.S. Dollar. Die Drohnen werden den saudi-arabischen Luft– und Seestreitkräften unterstellt sein.
- Saudische Seestreitkräfte

 Somalia
- Streitkräfte Somalias